# Ascalohybris angulatus
Ascalohybris angulatus là một loài côn trùng trong họ Ascalaphidae thuộc bộ Neuroptera. Loài này được Westwood miêu tả năm 1847.